# Cassinasco
Cassinasco ist eine Gemeinde in der italienischen Provinz Asti (AT), Region Piemont. 

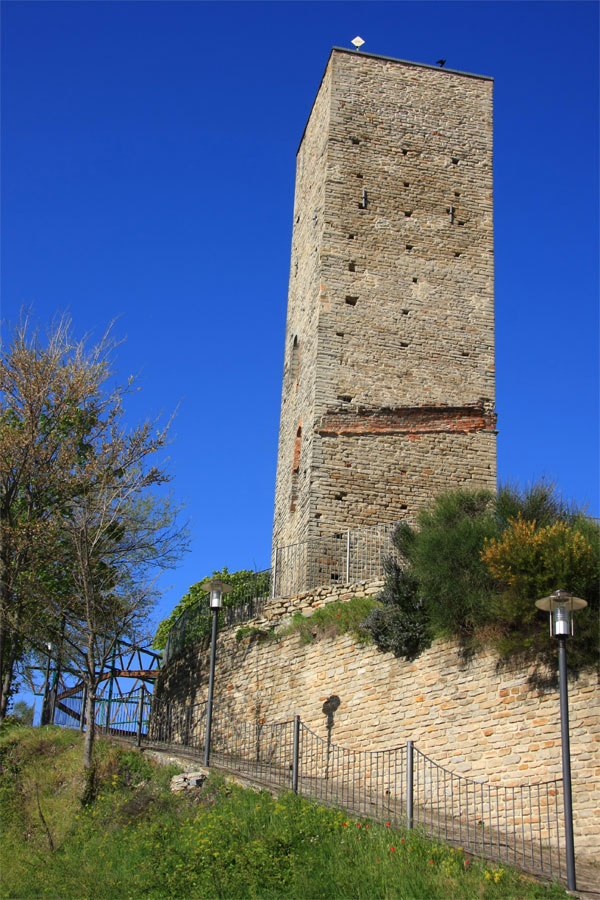
Torre dell'antico Castello

## Lage und Einwohner
Cassinasco liegt 35 km südlich von der Provinzhauptstadt Asti entfernt. Das Gemeindegebiet umfasst eine Fläche von 11 km² und hat 552 Einwohner (Stand 31. Dezember 2023). Die Nachbargemeinden sind Bubbio, Calamandrana, Canelli, Monastero Bormida, Rocchetta Palafea und Sessame.

## Geschichte
Der Ortsname leitet sich vom Wort „cassina“ ab, gefolgt vom Suffix ligurischen Ursprungs – ASCO, was dem Gebiet die Bedeutung „Ort, der zum Bauernhaus gehört“ zuschreibt. Der ursprünglich zur Römerzeit besiedelte Bezirk geriet zunächst unter die Herrschaft der Langobarden und später der Franken. 
Die größte Blütezeit der Stadt erlebte die Stadt jedoch sicherlich im Mittelalter. Im Jahr 967 ging der Besitz in die Hände der Markgrafen von Monferrato über, die lange Zeit die Kontrolle darüber hatten. Anschließend ging das Anwesen an die Bischöfe von Acqui, die Herren von Bubbio, die Familien Guttuari und Scarampi über. Das Datum, an das sich die Stadt mit größter Trauer erinnert, ist das Jahr 1615, das Jahr, in dem die Bevölkerung von den französischen Truppen brutal geplündert wurde. Es gibt nur wenige historisch-architektonische Zeugnisse von besonderem Wert. Die im Mittelalter erbaute Stadtburg wurde bei den Raubzügen von 1615 zerstört und heute ist nur noch ein Turm mitten im Stadtzentrum sichtbar. 
Zu den bedeutendsten Sakralbauten zählen zweifellos die barocke Pfarrkirche Sant'Ilario, das Heiligtum der Madonna delle Grazie aus dem 18. Jahrhundert und die Kirche Sant'Ilario im Renaissancestil.

## Kulinarische Spezialitäten
In Cassinasco werden Reben für den Dolcetto d’Asti, einen Rotwein mit DOC-Status, angebaut. Die Beeren der Rebsorten Spätburgunder und/oder Chardonnay dürfen zum Schaumwein Alta Langa verarbeitet werden. Die Muskateller-Rebe für den Asti Spumante, einen süßen DOCG-Schaumwein mit geringem Alkoholgehalt sowie für den Stillwein Moscato d’Asti wird hier ebenfalls angebaut. Aus der Rebsorte Brachetto wird der liebliche Schaumwein Brachetto d’Acqui hergestellt. In Cassinasco werden auch Reben der Sorte Barbera für den Barbera d’Asti, einen Rotwein mit DOCG Status angebaut.